# Iduronidasa
La iduronidasa és un enzim del tipus hidrolasa lisosòmica que participa en les rutes metabòliques responsables de la degradació dels glicosaminoglicans, com son heparan sulfat i sulfat dermatà.
1. 1 2 3  GRCh38: Ensembl release 89: ENSG00000127415 - Ensembl, May 2017
2. 1 2 3  GRCm38: Ensembl release 89: ENSMUSG00000033540 – Ensembl, May 2017
3. ↑  «Human PubMed Reference:». National Center for Biotechnology Information, U.S. National Library of Medicine.
4. ↑  «Mouse PubMed Reference:». National Center for Biotechnology Information, U.S. National Library of Medicine.